# Owusu Benson
Owusu Benson (ur. 22 marca 1977 w Akrze) – ghański piłkarz, reprezentant kraju.

## Kariera reprezentacyjna
W reprezentacji Ghany zadebiutował w 1999.

## Statystyki
| Reprezentacja Ghany | Reprezentacja Ghany | Reprezentacja Ghany |
| Rok                 | Mecze               | Gole                |
| ------------------- | ------------------- | ------------------- |
| 1999                | 1                   | 0                   |
| Razem               | 1                   | 0                   |